# Ludwig Wullstein
Ludwig Louis Wullstein  (* 22. April 1864 in Leopoldshall; † 11. Oktober 1930 in Essen) war ein deutscher Chirurg.

## Leben und Wirken
Ludwig Wullstein besuchte zunächst die  Bürgerschule Staßfurt um dann die Gymnasien in Halberstadt und Bernburg bis zur Vorbereitung auf die Reifeprüfung zu absolvieren. Das Abitur soll er nach Eigenangaben im Jahr 1900 im Jahre 1887 an der Ritterakademie Brandenburg abgelegt haben, wobei dort in den Zöglingsverzeichnissen und in den jährlichen Programmen kein konkreter Beleg vorliegt.
Wullstein studierte Medizin an der Universität Leipzig. Zwischenzeitlich leistete er jedoch von 1887 bis 1888 zunächst das erste Diensthalbjahr als einjährig-freiwilliger Militärarzt ab. Dann setzte er sein Studium an der Julius-Maximilians-Universität Würzburg und der Friedrich-Wilhelms-Universität zu Berlin fort. Seit 1888 war er Mitglied des Corps Rhenania Würzburg. Im Jahre 1891 wurde Wullstein an der Universität Berlin zum Dr. med. promoviert. Es folgte die zweite Hälfte seines Dienstjahres. Dann trat Wullstein 1892 eine Assistentenstelle am pathologischen Institut der Universität Göttingen an. Im Jahre 1894 wechselte er als Volontärarzt an die dortige chirurgische Universitätsklinik. An der Georg-August-Universität Göttingen zum Chirurgen ausgebildet, befasste er sich als einer der ersten in Deutschland mit der Skoliose. Späterhin wurde er mit einer Assistenzarztstelle betraut und erhielt im Jahre 1898 die Möglichkeit zu einem Studienaufenthalt am Inselspital. Dann folgte ein Aufenthalt um 1900 in Paris. 1902 konnte er sich für Chirurgie und Orthopädie habilitieren. 1904 beschrieb er als damaliger Privatdozent und Assistenzarzt in der Deutschen Medizinischen Wochenschrift die Methode der Antethorakale Oesophago-Jejunostomie.
Seit 1906 Professor an der Universität Halle, wurde er 1913 Chefarzt des Knappschaftskrankenhauses Bochum. Während des Ersten Weltkrieges diente Wullstein als beratender Chirurg dem VII. Armeekorps. Nach dem Krieg kehrte er als Chefarzt an das Krankenhaus Bochum zurück. Im Jahr 1913 wurde er in die Deutsche Akademie der Naturforscher Leopoldina gewählt. Sein mit Max Wilms herausgegebenes Lehrbuch der Chirurgie setzte Standards für ein halbes Jahrhundert. Er ist der Vater des HNO-Arztes Horst Ludwig Wullstein.

## Veröffentlichungen (Auswahl)
- Die Skoliose in ihrer Behandlung und Entstehung. Nach klinischen und experimentellen Studien. Ferdinand Enke, Stuttgart 1902.
- mit Max Wilms: Lehrbuch der Chirurgie. Band 1: Allgemeiner Teil. 8., umgearbeitete Auflage. 1923.
- mit Max Wilms: Lehrbuch der Chirurgie. Band 2: Chirurgie der Wirbelsäule, des Beckens und der Extremitäten. 8., umgearbeitete Auflage. 1923.